# Retrato de un hombre (Tiziano)
Retrato de un hombre es una pintura al óleo sobre lienzo del pintor italiano Tiziano, que data cerca de 1515. El historiador del arte Wilhelm von Bode lo atribuyó a Giorgione y Richter a Palma el Viejo, pero Longhi, Suidos, Phillips, Morassi, Pallucchini y Pignatti todos lo atribuyeron a Tiziano.
Fue propiedad de la familia veneciana Grimani, -a quien se cree que pertenecía el personaje retratado- desde donde pasó por varios coleccionistas, incluyendo W. Savage de Londres y Altman de Nueva York. Se encuentra en la colección del Museo Metropolitano de Arte de Nueva York.

## Descripción
De un fondo oscuro emerge el busto de un personaje masculino, con la cara girada hacia la derecha y con aire ausente, aunque está girado hacia el espectador, su mirada no busca su contacto y está fijada en un punto inferior. La representación del gesto de quitarse el guante es típico en algunos retratos de Tiziano. La vestimenta es la propia de la moda en los jóvenes de principios del siglo XVI, un jubón negro cuyo escote permite ver la camisa blanca plisada por debajo junto con su largo cabello y una espesa barba. Su conservación no es del todo buena, ya que por las abrasiones sufridas tuvo que ser recortado en su parte inferior, donde probablemente había un parapeto donde apoyaba el brazo derecho.